# Novozibkov
Novozibkov je povijesni gradić u Brjanskoj oblasti u Rusiji.
Broj stanovnika: 43.038 (2002.)
Gradski status ima od 1809. godine.

## Vanjske poveznice
- O Novozibkovu, na ruskom  Arhivirana inačica izvorne stranice od 17. ožujka 2005. (Wayback Machine)

52°32′N 31°56′E / 52.533°N 31.933°E